# Чернявская, Валерия Евгеньевна
Вале́рия Евге́ньевна Черня́вская (род. 14 августа 1969, Вольск) — российский лингвист, специалист в области лингвистики текста,  лингвистики дискурса, теории и методологии исследований научного дискурса, норм и ценностей в научной коммуникации, доктор филологических наук, профессор.

## Биография
Родилась в 1969 г. в г. Вольске Саратовской области в семье военнослужащего.
Окончила с отличием факультет иностранных языков Ульяновского государственного педагогического института.
В 1996 г. в Российском государственном педагогическом университете им. А. И. Герцена защитила кандидатскую диссертацию (научный руководитель — профессор Е. А. Гончарова), в 2000 г. — докторскую диссертацию на тему «Интертекстуальность как текстообразующая категория в научной коммуникации» по специальности «германские языки».

## Научно-исследовательская деятельность
Является автором более 200 научных и учебно-методических работ на русском, немецком и английском языках. Индекс Хирша — 42. Профессор В. Е. Чернявская входит в TOP-100 самых цитируемых российских лингвистов.
Основные научные исследования связаны с лингвистикой текста, типами эксплицитных и имплицитных связей в текстах и дискурсах, теорией интертекстуальности и интердискурсивности. Теоретические разработки в этой области положены в основу образовательной практики в университетском пространстве и отражены в серии учебников, рекомендованных УМО по направлениям педагогического образования для высших учебных заведений РФ. Учебные пособия и учебники «Интерпретация научного текста», «Лингвистика текста. Поликодовость. Интертекстуальность. Интердискурсивность», «Лингвистика текста. Лингвистика дискурса», «Речевое воздействие в политическом, рекламном и интернет-дискурсе (в соавторстве с Е. Н. Молодыченко)» многократно переиздавались.
В. Е. Чернявская разработала методологию лингвистического анализа научного дискурса как продолжение методов и принципов лингвистики текста. Изучение научного текста поставлено в соотношение с кругом проблем двух смежных областей знания — коммуникации в науке (Science Сommunication), занимающейся задачами взаимодействия науки и общества, представления результата для неэкспертов, а также с задачами научных коммуникаций (Scientific Сommunication), характеризующих особенности формальной и неформальной коммуникации в научном сообществе (Scientific Community) в продвижении научного знания и обеспечении заметности и влияния результата. Занимается междисциплинарными исследованиями оценки качества научного результата, разработала лингво-эпистемическую методику оценки научного результата, вербализованного в научном тексте. Разрабатывает и внедряет в образовательном процессе методику эффективного представления научного результата сообществу, наиболее эффективные речевые стратегии взаимодействия с сообществом специалистов и экспертов, обеспечивающих конкурентоспособность отдельных разработок и национальной науки в целом.
Проводила исследовательскую работу в Институте языкознания Венского университета, Австрия (1999—2000 гг.), в Институте германистики Университета Потсдам (1994—1995, 2000—2001, 2007, 2009, 2013, 2016, 2019 гг.), в Институте прикладной лингвистики и переводоведения Университета Лейпциг, Германия (2012—2013 гг.).
Руководитель научной школы лингво-эпистемического анализа научного дискурса.
С 2022 года является членом экспертного совета по филологии и искусствоведению Высшей аттестационной комиссии при Министерстве науки и высшего образования Российской Федерации.

## Преподавательская и административная работа в высшей школе
До 2012 года работала СПБГУЭФ.
В 2002—2012 гг. — заведующая кафедрой перевода и переводоведения, затем — профессор, заведующая кафедрой немецкого и скандинавских языков и перевода.
С 2012 года работает в СПБПУ Петра Великого, профессор Высшей школы лингводидактики и перевода Гуманитарного института. Кроме того, занимает должности главного редактора научных журналов СПБПУ Петра Великого:
- «Научно-технические ведомости Санкт-Петербургского государственного политехнического университета. Гуманитарные и общественные науки» St. Petersburg State Polytechniсаl University Journal. Humanities and Social Sciences;
- «Общество. Коммуникация. Образование» Санкт-Петербургского политехнического университета Петра Великого[9].

## Работа в редакционных советах научных изданий в России и за рубежом
Помимо работы в качестве главного редактора научных журналов СПБПУ, профессор В. Е. Чернявская также является членом редакционных советов следующих авторитетных научных изданий:
- Alman Dili ve Edebiyatı Dergisi. Studien für deutsche Sprache und Literatur[10].
- Вестник Евразийского национального университета им. Л. Н. Гумилева. Филология[11].
- Вестник Санкт-Петербургского университета. Язык и литература"[12]
- Вестник Пермского университета. Российская и зарубежная филология[13].
- Коммуникативные исследования[14].
- Вестник Нижегородского университета им. Н. И. Лобачевского[15]

## Работа в диссертационных советах
- Диссертационный совет 33.2.018.08 в Российском государственном педагогическом университете им. А. И. Герцена[16].
- Диссертационный совет Д 212.199.17 в Российском государственном педагогическом университете им. А. И. Герцена[17].
- Диссертационный совет Д 850.007.08, на базе Московского городского педагогического университета[18].

## Научно-организационная работа
Профессор В. Е. Чернявская является организатором международных научных конференций, в числе которых:
- Коммуникация в поликодовом пространстве/ Communication in multimodal space, 2011 г., 2013 г., 2015 г. Санкт-Петербург, Россия[19].
- Наука в общественном диалоге: ценности, коммуникации, организация/Science in public dialogue. 2017 г. Санкт-Петербург, Россия[20].
- Сетевая коммуникация: новые форматы для науки, образования и продвигающих коммуникаций/Digital Communication. 2020 г. Санкт-Петербург, Россия[21].
- Цифровая идентичность и цифровая репутация/Digital Identity and Digital reputation. 2022 г. Санкт-Петербург, Россия[22].

Цифровая идентичность и цифровая репутация/Digital Identity and Digital reputation. 2024 г. Санкт-Петербург, Россия.

## Монографии и учебники
Чернявская В.Е. Текст и социальный контекст. Социолингвистический и дискурсивный анализ смыслопорождения. — М.: Либроком, 2021. — ISBN 978-5-397-02035-0.
Чернявская В.Е. Коммуникация в науке: нормативное и девиантное. Лингвистический и социо-культурный анализ. — М.: Либроком, 2011. — ISBN 978-5-9710-8887-5.
Чернявская В.Е. Научный дискурс: Выдвижение результата как коммуникативная и языковая проблема. — М.: URSS, 2017. — ISBN 978-5-9710-4395-9.
Чернявская В.Е. Лингвистика текста: Поликодовость, Интертекстуальность, Интердискурсивность. — М.: Либроком, 2009. — ISBN 978-5-397-00289-9.
Чернявская В. Е.Текст в медиальном пространстве. — М.: URSS, 2013. — ISBN 978-5-397-04051-8.
Чернявская В.Е. Лингвистика текста. Лингвистика дискурса. — М.: URSS, 2013. — ISBN 978-5-9710-0917-7.
Чернявская В.Е. Дискурс власти и власть дискурса. Проблемы речевого воздействия. — М.: Флинта, Наука, 2006;2014. — ISBN 5-89349-987-5.
Чернявская В.Е., Молодыченко Е.Н. Речевое воздействие в политическом, рекламном и интернет-дискурсе: Учебник для магистратуры.. — М.: ЛЕНАНД, 2017. — ISBN 978-5-9710-4630-1.
Чернявская В.Е., Хохлова М. В. Дискурсивный анализ текста и корпусные методы: Учебник для студентов лингвистических направлений подготовки.. — М.: УРСС, 2024. — ISBN 978-5-00237-062-7.

## Публикации в научных изданиях
Chernyavskaya V. Evaluation of Academic Science: Perspectives and Challenges // Zeitschrift fur Evaluation. 2014. № 2. P. 348—357.
Чернявская В. Е. Методологические возможности дискурсивного анализа в корпусной лингвистике // Вестник Томского государственного университета. Филология. 2017. 50. 135—148.
Чернявская В. Е. Корпусно-ориентированный дискурсивный анализ идентичности российского университета 3,0 // Вестник Томского государственного университета. Филология. 2019. 58. 97-114.
Чернявская В. Е., Жаркынбекова Ш. К. Языковое и социальное конструирование идентичности национального университета // Вестник СПбГУ. Язык и литература. 2019. № 2 (15). 304—319  
Kuße H., Chernyavskaya V. Culture: Towards its explanatory charge in discourse linguistics // Vestnik Sankt-Peterburgskogo Universiteta. Yazyk i Literatura, № 3 (16). P. 444—462.
Чернявская В. Е. Корпусно-ориентированный дискурсивный анализ идентичности российского университета 3,0 // Vestnik Tomskogo gosudarstvennogo universiteta. Filologiya — Tomsk State University Journal of Philology. 2019. 58. 97-114. DOI: 10.17223/19986645/58/7.
Chernyavskaya V. Misplaced in Contexts, lost in meaning. Context Channge as a Cause for Social Misunderstandings // Zeitschrift für Slawistik. 2020.№ 4.

## Публикации в СМИ
- Как подать... Успех научной статьи определяет лингвистическая стратегия[24].
- Цена и ценность: Что определяет значимость работы ученого гуманитария?[25]

## Членство в научных организациях
член Санкт-Петербургского Союза ученых (член Совета по образованию), член Стилистической комиссии при Международном комитете славистов.

## Награды
- Почетная грамота Министерства Образования и науки РФ (2009)
- Почетный работник высшего профессионального образования РФ (2012)
- Золотая Медаль «Единства народа Казахстана» — «Бірлік», Казахстан(2021)[28],
- Почетный профессор Ереванского государственного лингвистического университета, Республика Армения (2013)